# Dennis Ifunaoa
Dennis Ifunaoa (9 novembre 1991) è un calciatore salomonese, attaccante dell'Hekari United.

## Carriera

### Club
Nel 2014 è stato capocannoniere del campionato salomoniano; a fine anno è andato a giocare a Papua Nuova Guinea nell'Hekari United. In carriera ha segnato in totale 3 reti in 10 partite nella OFC Champions League.

### Nazionale
Ha segnato 2 gol in 4 presenze nel campionato oceaniano Under-20 del 2011.

## Palmarès

### Club
- Campionato salomonese: 3

Solomon Warriors: 2012, 2013, 2014

### Individuale
- Capocannoniere del campionato salomonese: 1

2013-2014 (11 goal)